# 哈罗德·福克斯
哈罗德·福克斯（英語：Harold Fox，1949年8月29日—），美国NBA联盟前职业篮球运动员。